# 黑暗之半
《黑暗之半》（英語：The Dark Half）是史蒂芬·金1989年出版的驚悚小說，為城堡岩終結三部曲的第一部作品。根據《出版人週刊》（又譯《出版家週刊》）的統計，《黑暗之半》是1989年第二暢銷的小說（第一名是湯姆·克蘭西的《迫切的危機》）。曾於1993年改編為電影《人鬼雙胞胎》。
史蒂芬·金由筆名理察·巴克曼寫過許多小說，從七Ｏ年代到八Ｏ年代，巴克曼多數小說的風格越來越黑暗，且充滿著對人性的憤世嫉俗，其更極端的內心恐懼遠遠超越史蒂芬·金其他偏向人性探討的著名小說。在巴克曼被一名書店幹部揭穿了真面目後，他寫下了《黑暗之半》。

## 小說內容
主角賽德·貝蒙特是一名住在緬因州小鎮魯德羅（又譯綠洛鎮，也是《寵物墳場》中，主角一家住的小鎮。距離城堡岩小鎮一小時車程）的作家。兒時曾因極度頭痛而開頭，醫生休·布理察發現他的疼痛來源不是腦瘤，而是另一個人的身體碎片。醫生推測是他的雙胞胎兄弟沒有完全消失。
手術結束的幾年後，他開始以寫作為業。他自己的小說不怎麼成功，但用筆名喬治·史塔克寫出一系列關於一名可怕的殺手艾歷克·馬辛(Alexis Machine)的犯罪小說，卻出乎意料地大受歡迎。在克勞森指出賽德其實就是喬治·史塔克後，賽德和他的妻子麗茲決定為史塔克在城堡岩辦一個公開的葬禮。墓碑上的墓誌銘寫著：不是什麼多好的傢伙。
無論如何，這並沒有終結史塔克，反而讓他從假墓穴中復活了。之後，喬治·史塔克開始以慘忍恐怖的方式殺害所有應該為他的『死亡』負責的人。就在同時，賽德從一場不尋常的惡夢中驚醒，隔天早上，城堡岩小鎮的警長亞倫·潘格彭（《必需品專賣店》的主角）來到他家，質問一些賽德不想、也絕對答不出來的問題。因為賽德的指紋和史塔克的指紋完全吻合。他被認定為最可能犯案的人。
在一個夜晚中，賽德突然發現自己可以和史塔克用鉛筆進行遠距交談，史塔克威脅他必須再寫一本史塔克的小說。他從其中觀察到，他和史塔克可以共享痛苦和思想。賽德一方面試著以這種方式對付史塔克，一方面也開始發現隱藏在自己和史塔克之後龐大的秘密。
潘格彭警長在經過調查之後，發現賽德有個雙胞胎兄弟，在他還在子宮中時，被賽德吸收掉了。這讓他不禁懷疑，喬治·史塔克到底只是個邪惡的幽靈，還是賽德黑暗的另一半？

## 其他故事
警長亞倫·潘格彭在往後史蒂芬·金的其他小說中有時出現有時被提及。他在《必需品專賣店》中以主角的身分再度出現。故事中有關史塔克的往事和賽德的，在夢中、及現實都糾纏著亞倫不放，讓亞倫除了面對妻兒喪生，還得面對龐大的壓力。而在《一袋白骨》中，麥可提到作家賽德·貝蒙特自殺了，很可能和史塔克的往事有關。
《惡夢工廠》的附記提到了史塔克，在關於《四分之五》的附註中：『另一個克里維的故事，或說是喬治·史塔克的故事。』

## 作品改編
1990年，導演喬治·羅密歐著手進行改編，改編後的電影《人鬼雙胞胎》於1993年上映。部分片段拍攝於華盛頓與傑斐遜學院，其他大部分以賓夕法尼亞州西南部為主。由提摩西·赫頓飾演賽德和史塔克，麥可·羅克飾演警長亞倫·潘格彭，另外茱莉·哈里斯也客串一位提供賽德許多有關超自然知識的古怪大學教授。
1992年由辛特斯公司改編為一款名為魔胎的電腦遊戲，並由頂石軟體發行。在1997年的電子娛樂展覽宣佈將發行魔胎：終結之地，但從未上市。

## 外部連結
- 莫比游戏上的《魔胎》（英文）